# Cosmopolitan (còctel)
El cosmopolitan és un còctel de vodka amb una mica de fruita àcida. Es prepara amb vodka, triple sec (o Cointreau), suc de nabius i suc de llimona dolça acabat d'esprémer. Sol servir-se en copa de còctel, adornat amb escorça de llima. En alguns aspectes, es pot considerar emparentat amb el Margarita; també una fresca i acolorida variant d'un Martini. El seu nom fa referència al cosmopolitisme universal.

## Preparació
A una coctelera plena de gel es fiquen:
- 4.0 cL de Vodka Citron (aromatitzat a la llimona)
- 1.5 cL de Cointreau
- 1.5 cL de suc de llima
- 3.0 cL de suc de nabius

Després s'agita enèrgicament la coctelera i després se serveix a la copa de còctel sense gel, adornat amb una rodanxa o escorça de lima. La vora de la copa es pot humitejar amb suc de llima i arrebossar amb sucre.

## Història
Aquest còctel, al contrari d'altres, s'ha popularitzat ràpidament. Moltes persones van fer combinacions amb els ingredients i van experimentar amb la recepta, però ningú va reclamar la creació, fins que Dale DeGroff l'afegí al menú del Rainbow Room en 1996. Després que Madonna fos vista bevent-ne un, tothom hi trucava demanant la recepta d'aquesta beguda. També és coneguda per ser la beguda preferida de Carrie Bradshaw, el personatge protagonista de Sex and the City, encarnada per Sarah Jessica Parker.
Una recepta anomenada "Cosmopolita" es publica al llibre "Els pioners de la barreja a les barres d'elit 1903-1933 »Del 1934, amb Gin, Cointreau, suc de llimona i xarop de gerds.
Una versió " Stealth Martini » Fet de suc de vodka i nabiu, es va popularitzar a la comunitat gai de Massachusetts als anys seixanta (el suc de nabiu era la beguda oficial de Massachusetts).
Es va democratitzar als Estats Units, i després a tot el món, en els anys 1970 sota el nom de Cosmopolitan, o Cosmo, amb un gran èxit femení, perquè entre altres coses de la seva color rosat de suc de nabiu, si vidre. Còctel acampanat.

## Variants

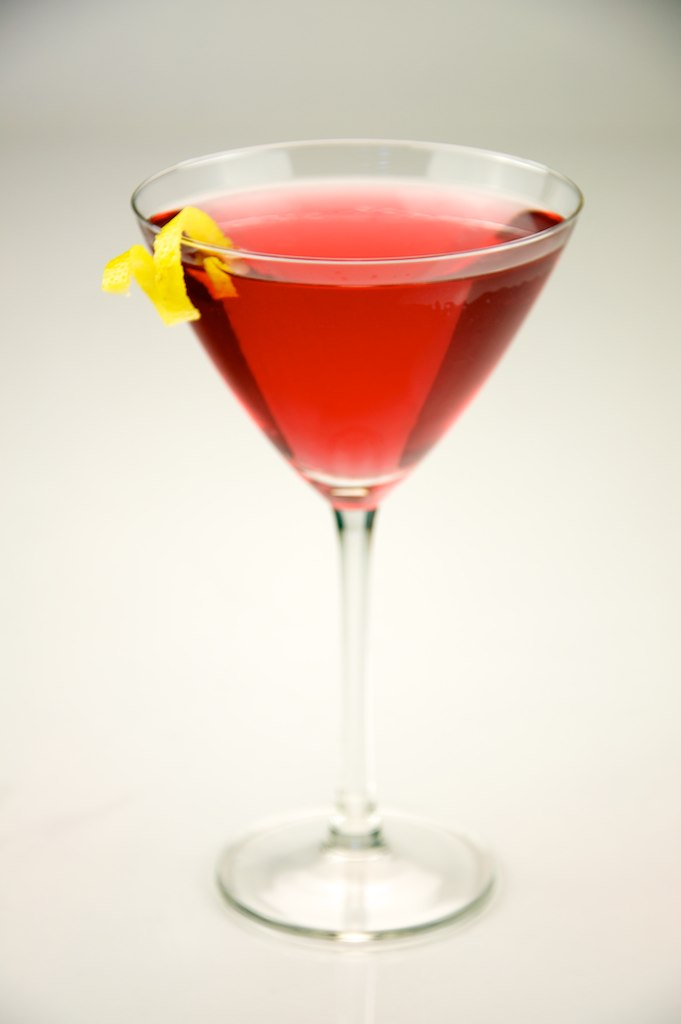
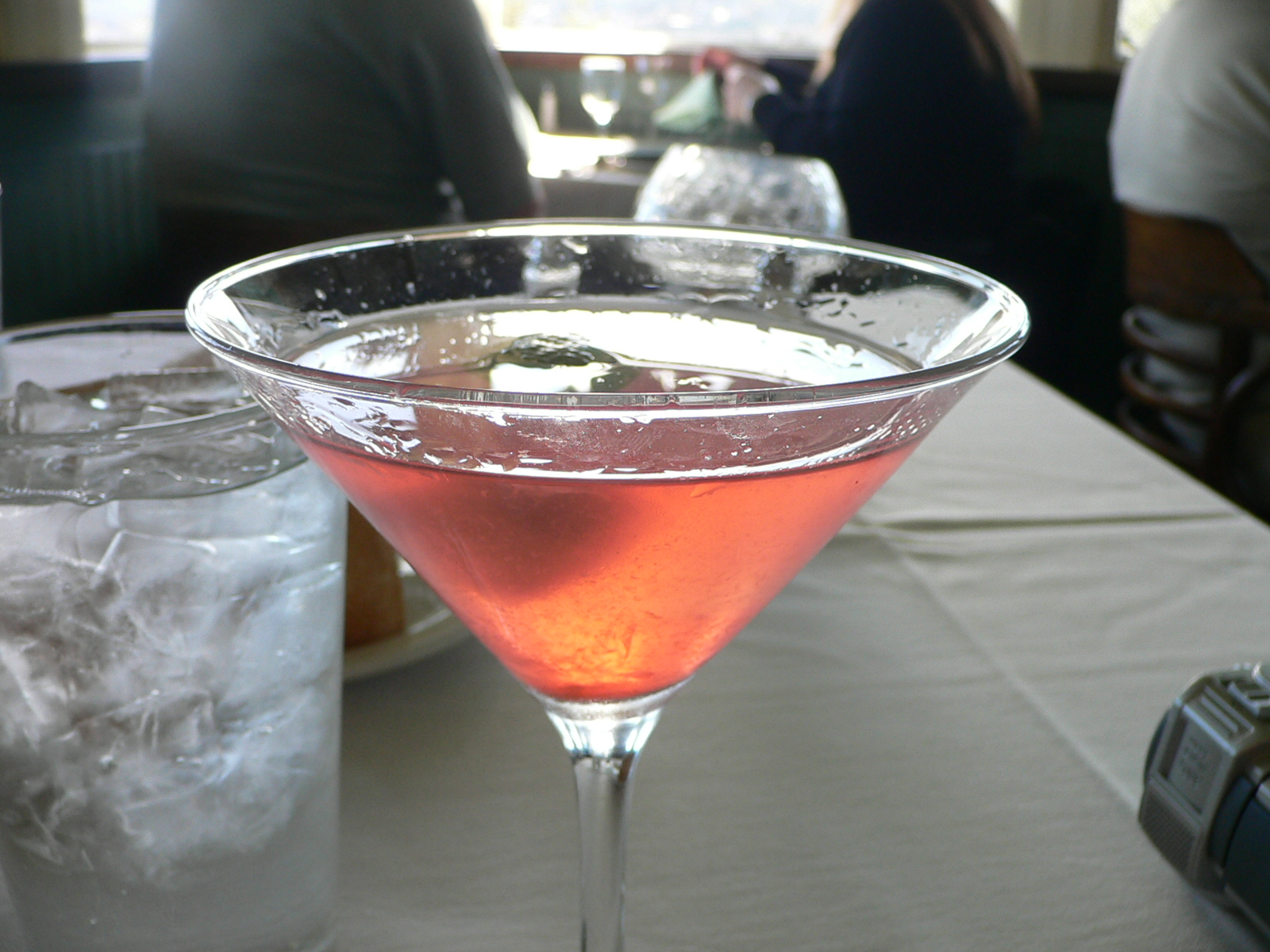
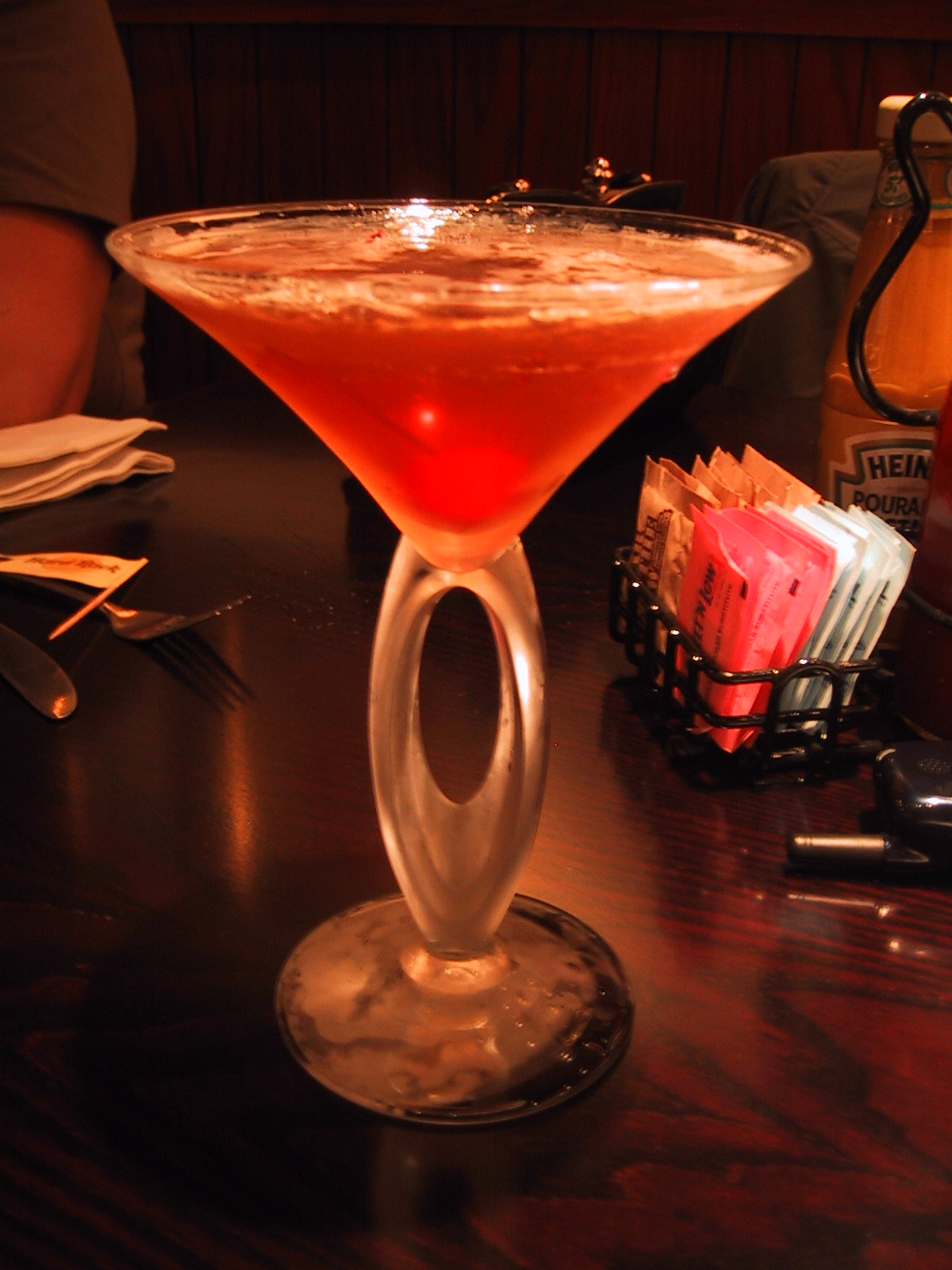
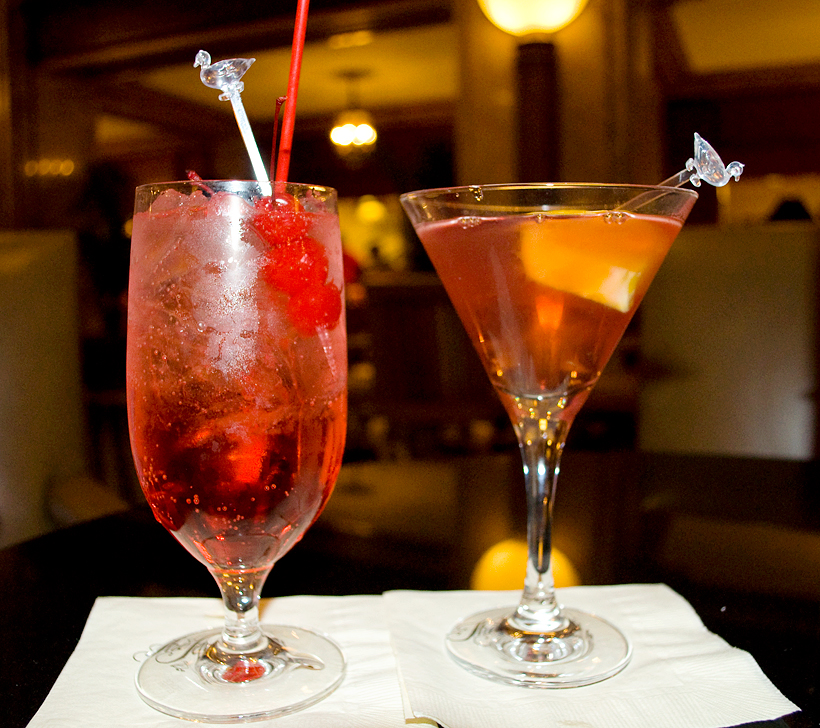

Hi ha moltes variacions de Cosmopolitan, incloses:
- Crantini: vodka i nabiu
- Préssec cosmopolita, amb pinyons de préssec en lloc de tres segons, i suc de préssec en lloc de suc de nabiu.
- Blue Cosmo o Blue Lagoon: el triple segon se substitueix per Curaçao blau i el suc de nabiu vermell per un suc de nabiu blanc.